# Prototulbaghia siebertii
Prototulbaghia siebertii är en amaryllisväxtart som beskrevs av Vosa. Prototulbaghia siebertii ingår i släktet Prototulbaghia och familjen amaryllisväxter. Inga underarter finns listade i Catalogue of Life.